# لانگناو (وورتمبرگ)
شهر لانگناو (به آلمانی: Langenau) در ایالت بادن-وورتمبرگ در کشور آلمان واقع شده‌است.